# Palais du gouvernement de Nancy
Pour les articles homonymes, voir Palais du gouvernement et Hôtel de l'Intendance.
Le palais du gouvernement de Nancy, ou palais du Gouverneur, est un vaste hôtel particulier de la ville française de Nancy. Il s'agit d'une construction du XVIIIe siècle de style classique possédant son propre jardin.

## Histoire

### Projet de «Nouveau Louvre»
Le duc Léopold Ier de Lorraine trouvant le vieux palais ducal « étriqué, morne et désuet », chargea Germain Boffrand d'en construire un nouveau, dont la façade principale donnerait sur la place de la Carrière. Pour accéder aux souhaits du souverain, Boffrand n'hésita pas à faire détruire le chœur de la collégiale Saint-Georges et les communs de l'ancien Palais. En 1715 s'élevèrent ainsi les premières pierres du « Nouveau Louvre ». À cause du décès prématuré, en 1723, du duc héritier, le petit prince Léopold-Clément, son père le duc Léopold Ier, profondément chagriné, ne quitta plus Lunéville et le projet, qui était grandiose et splendide, ne fut jamais achevé. À la mort de Léopold, en 1728, son fils, François III, laissa la régence à sa mère Élisabeth-Charlotte d'Orléans. Celle-ci, qui se débattait avec des difficultés financières, ne reprit pas le chantier.

### Stanislas et Héré
Stanislas, roi de Pologne déchu placé à la tête des duchés par volonté de son gendre, Louis XV, vécut, comme l'avait fait Léopold auparavant, à Lunéville. Le « Nouveau Louvre » tombait en ruine. En juillet 1739, l'édifice devint propriété communale par arrêté du Conseil des Finances. Le « Nouveau Louvre », ou du moins ce qui restait du chantier inachevé, fut détruit à l'exception de quelques fausses arcades, toujours visibles dans le jardin de l'actuel palais, le long du Musée lorrain. Ce qui restait de l'antique collégiale Saint-Georges fut également mis à bas. Cet espace ainsi créé s'inscrivait dans les nouveaux plans d'urbanisme de Stanislas.
Ce dernier, bien qu'en résidence à Lunéville, prit une part active dans le réaménagement de Nancy par la création des places Stanislas et d'Alliance, mais aussi par l'harmonisation de la place de la Carrière. Ce projet comprenait la construction d'un nouveau palais : la « Nouvelle Intendance », pour Antoine-Martin Chaumont de La Galaizière, chancelier de Lorraine.
Héré fut chargé de sa construction. Les travaux durèrent de 1751 à 1753. De nombreux artistes travaillèrent à sa décoration. Parmi les sculpteurs, il y eut Guibal, Vallier, Lenoir, Walneffer ou Söntgen. La décoration intérieure du palais fut confiée à Gergonne, à Girardet et à Lamour.

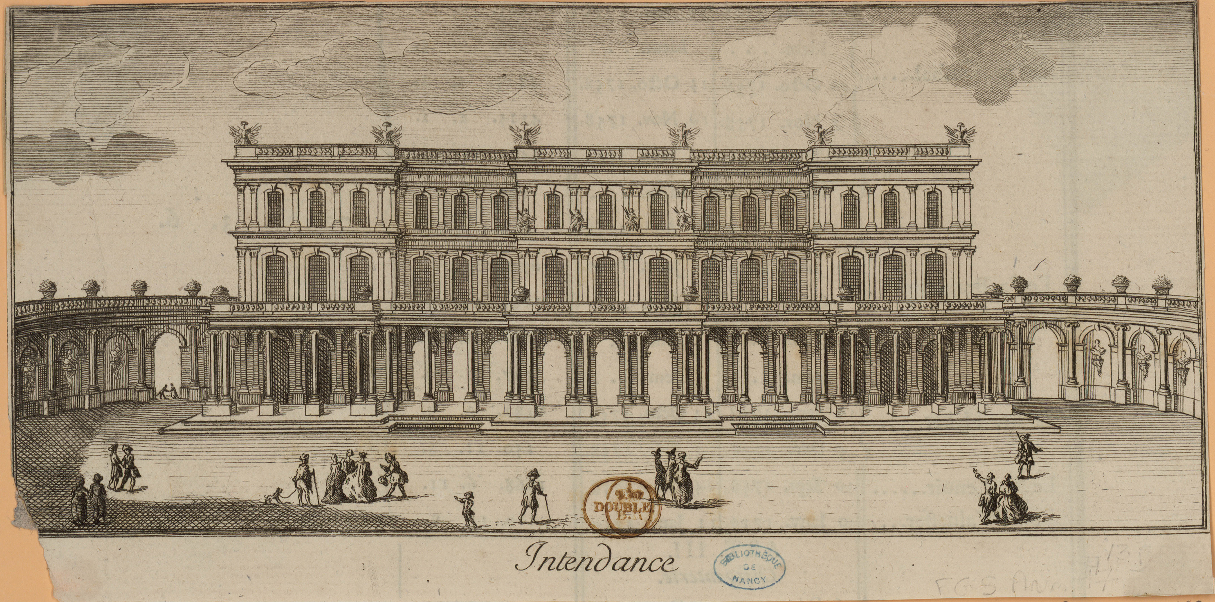
Gravure de Dominique Collin représentant le Palais de l'Intendance au moment de sa construction.

Dominique Collin, graveur ordinaire du roi Stanislas, avait été chargé par ce dernier de documenter ses différentes constructions. L'Intendance est ainsi présentée dans une gravure de 1758. Celle-ci présente certains éléments de décors retirés par la suite, comme six groupes d'enfants ornant un balcon avec une balustrade. Leur date de retrait demeure inconnue. Au contraire, les quatre femmes assises accompagnées par des enfants sculptées par Barthélémy Guibal, et placées dans un entablement séparant le premier et le deuxième étage, ne sont quant à elles pas encore existantes au moment de la représentation.

### Passation à la France
Conformément à ce qui avait été prévu, la Lorraine devint française à la mort de Stanislas en 1766. Jacques Philippe de Choiseul-Stainville, nouveau gouverneur, réclame le palais, car c'est le plus important de la ville. Des réparations sont entreprises d'urgence pour accueillir le nouvel hôte. En 1788, appelé au gouvernement de l'Alsace, Stainville laisse la place à Choiseul la Baume.

### Période révolutionnaire
Le Palais est loué à divers particuliers. Un café y fut même temporairement établi. La municipalité prononça ensuite la désaffectation du bâtiment.

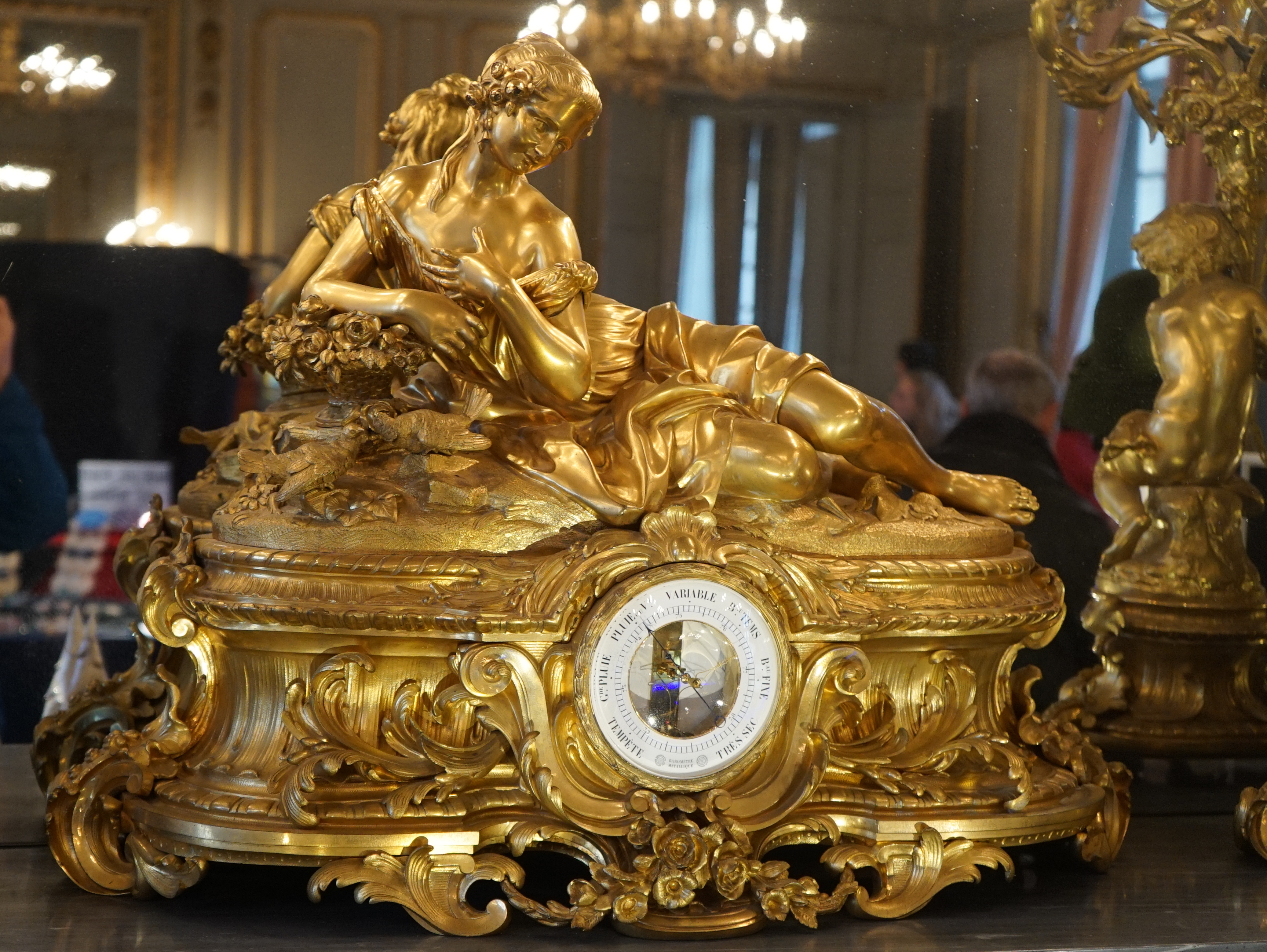
Baromètre.
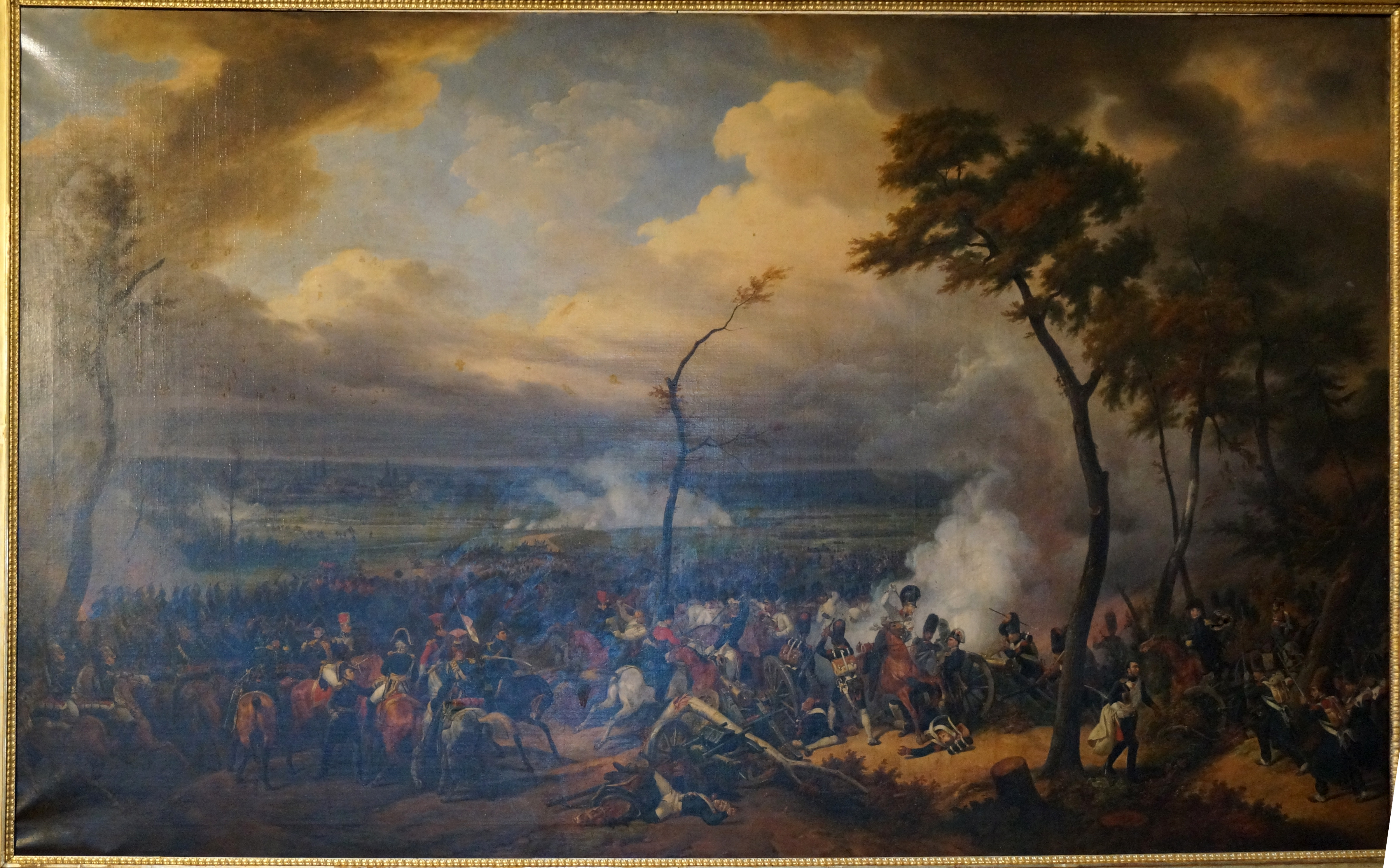
Bataille de Hanau, par Charles Rauch.
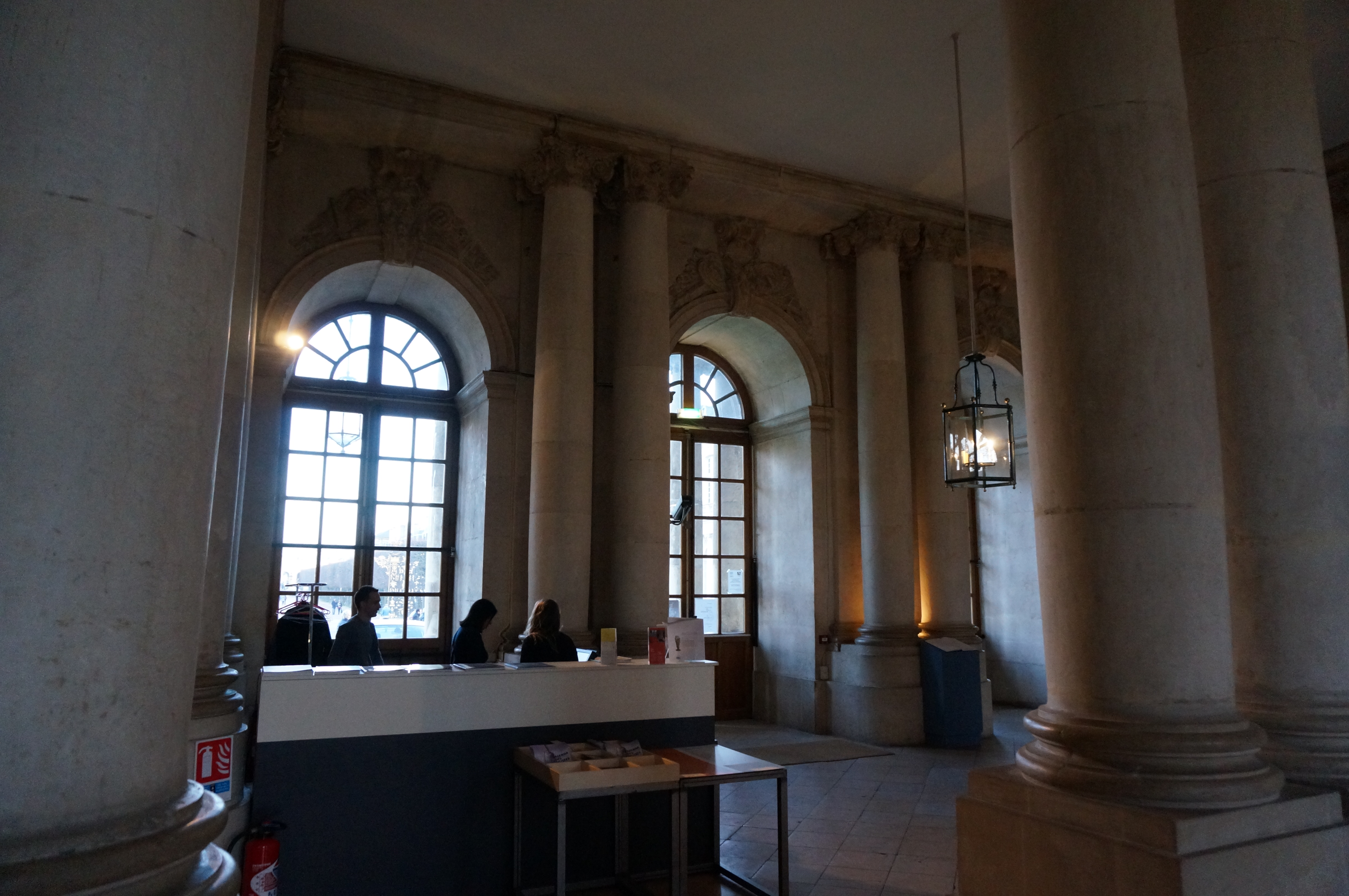
Hall d'entrée.
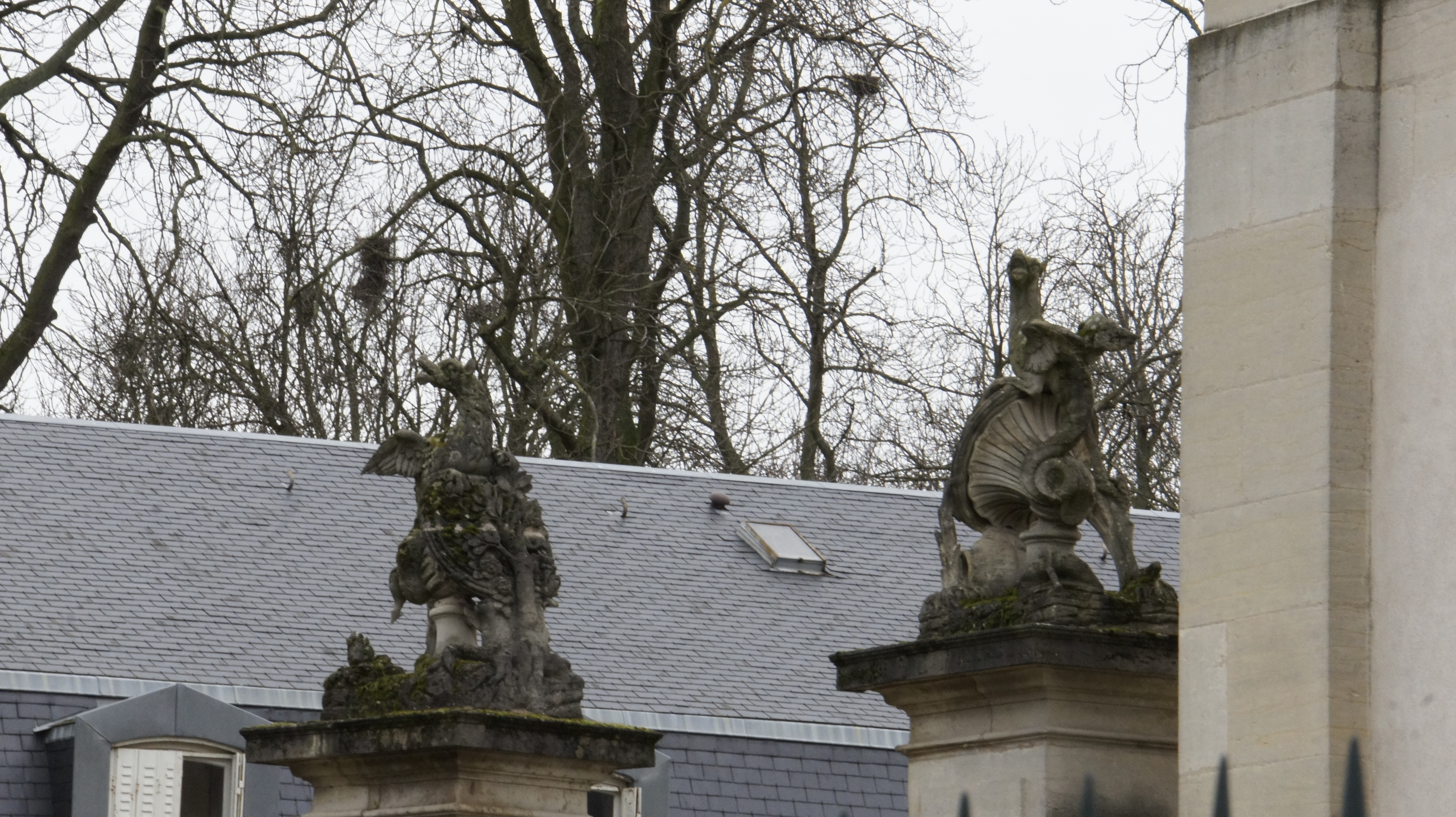
sculptures de portail.

### Premiers militaires
En 1791, la Constituante en fit le siège de la toute récente 4e division militaire. Le général de Victongoff est le premier à s'y établir (1791-1792) ; il est suivi par le général Bernoville (1793-1794), par le général Gilot (1796-1811), puis par le général Lacoste de 1811 à 1814. En 1817, le général d'Escars est le dernier à ce poste, car c'est la date de la fusion de la 4e division avec la 3e et du choix de Metz comme nouveau siège.

### Préfecture
À la fin du règne de Louis XVIII, la ville prêta le palais au département de la Meurthe pour y installer ses services, charge à ce dernier de l'entretenir. Le premier préfet, le marquis de Foresta, s'y installa en 1823.
En fonction des changements de régimes, les Commissaires de la République succèdent aux préfets royaux avant de laisser la place aux préfets du Second Empire. 
Le palais reçoit des visiteurs prestigieux, accueillant notamment : Charles X, Louis-Philippe Ier, l'empereur François-Joseph d'Autriche, Napoléon III et l'impératrice Eugénie.

### Premier retour de l'armée française
L'une des conséquences de l'attentat d'Orsini est la réorganisation militaire en 1858 de la France en cinq grands commandements militaires. Chaque commandement était confié à un maréchal. Le préfet Lengle dut céder le palais à Canrobert, fraîchement nommé commandant supérieur des Divisions de l'Est. Mac Mahon, Forey, Bazaine et le général de Failly suivirent.

### Guerre de1870
Pendant la guerre de 1870, l'armée allemande, qui occupe la ville, installe son commandement dans le palais. Les généraux Adolf von Bonin, Heinrich von Zastrow et Albrecht von Stosch s'y succèdent jusqu'en juillet 1873.

### Second retour de l'armée française

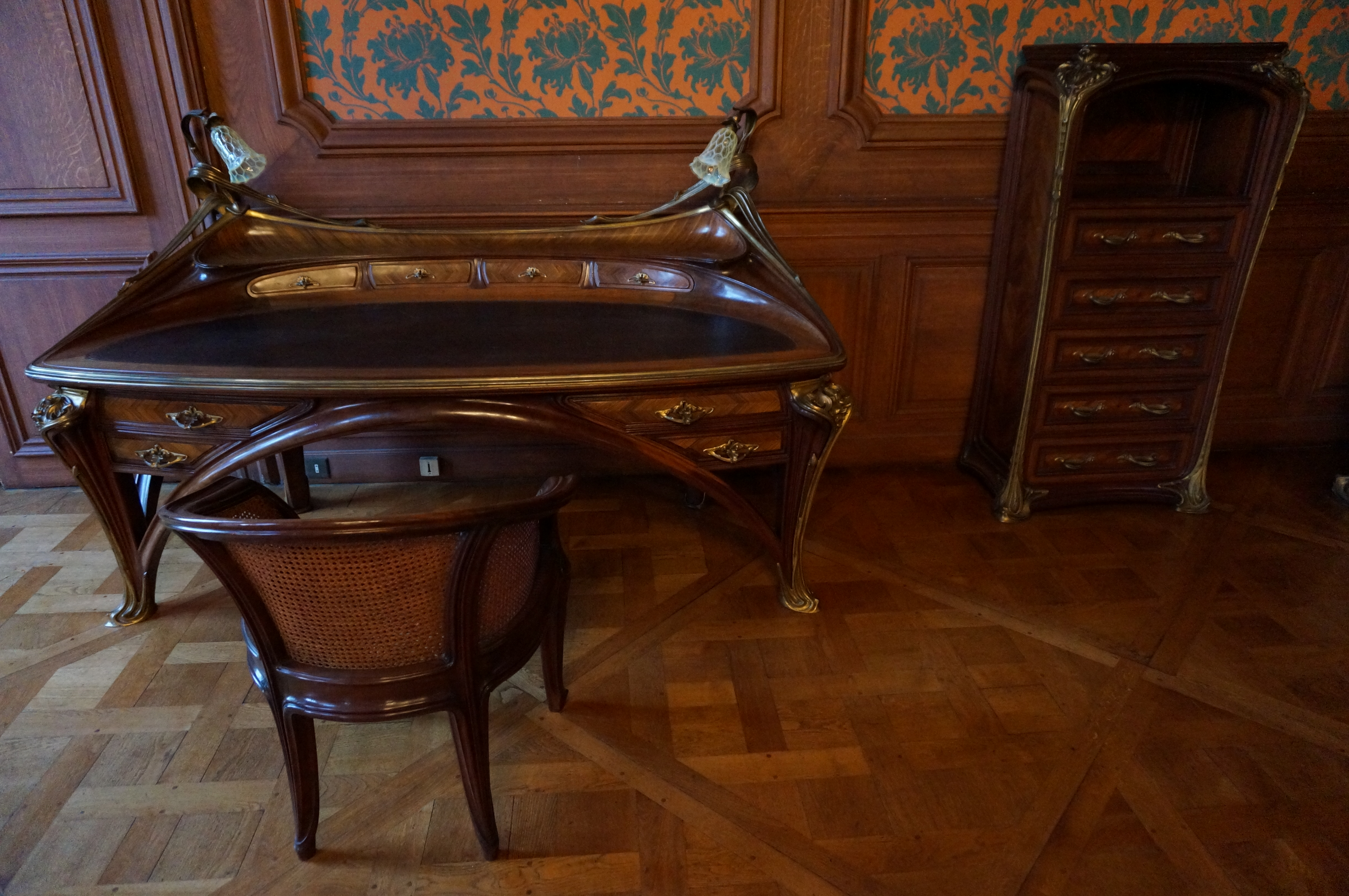
Au premier étage, bureau de Foch, commandé en 1913 et 1914 à Louis Majorelle.

La perte de l'Alsace et de la Moselle fait de Nancy la nouvelle capitale de l'Est et renforce son rôle hautement stratégique. À partir de 1874, Nancy devient le siège de la célèbre 11e division d'infanterie dite « Division de Fer ».
Le XXe corps d'armée lui succède de 1899 à 1935. Parmi les nombreux généraux qui le commandèrent, on peut citer Paul Pau, Ferdinand Foch, Hippolyte Pénet, Maurice Gamelin. 
En 1936, Nancy devient le siège de la XXe région militaire.
Pendant la Seconde Guerre mondiale, le palais est occupé par les Allemands de 1940 à 1944. Après la Libération, l'édifice abrite le siège de :
- 1946-1956 : la 2e division d'infanterie
  - 1946-1949 : général Gonzales de Linares
  - 1950-1953 : général Pierre Brisac
  - 1953-1954 : général Baillif
  - 1954-1956 : général Beaufre
- 1959-1964 : la Subdivision de Meurthe-et-Moselle
  - 1959-1962 : général Pons
  - 1962-1964 : général Vennin
- 1964-1975 : le 1er Corps d'armée
  - 1964-1967 : général Simon
  - 1967-1969 : général Hublot
  - 1969-1972 : général de Galbert
  - 1972-1973 : général Lefort
  - 1973-1975 : général Pichon
- 1975-1976 : le Commandement d'armes de Nancy 
  - 1975-1976 : général Cussac
- 1976-1985 : la 4e division blindée et la 61e division militaire territoriale
  - 1976-1977 : général de Barry
  - 1977-1979 : général d'Harcourt
  - 1979-1981 : général Duhesme
  - 1981-1983 : général de la Roche de Rochegonde
  - 1983-1985 : général Simon
- 1985-1991 : la 4e division aéromobile et la 61e division militaire territoriale
  - 1985-1988 : général Préaud
  - 1988-1991 : général de Reviers de Mauny
- 1991-1999 : la 4e division aéromobile
  - 1991-1992 : général de Reviers de Mauny
  - 1992-1995 : général Batllo
  - 1995-1997 : général de Monchy
  - 1997-1999 : général d'Avout d'Auerstaedt
- 1999-2009 : la 4e brigade aéromobile
  - 1999-2001 : général de Goësbriand
  - 2001-2003 : général Hotier
  - 2003-2005 : général Augier de Cremiers
  - 2005-2007 : général d'Anselme
  - 2007-2010 : général Jumelet

### Départ de l'armée
Au milieu des années 2000, le palais a été cédé par l'armée à la ville de Nancy. Cette dernière a décidé d'incorporer le palais dans le vaste programme de rénovation et d'extension du Musée lorrain. Depuis 2013, il est ouvert au public lors d'expositions thématiques. Les derniers étages sont occupés par le pôle Culture et Attractivité de la Ville de Nancy, ainsi que par la mission du Livre sur la place. Depuis octobre 2024, le palais est reconverti en restaurant, y est installé le "Louis XV".

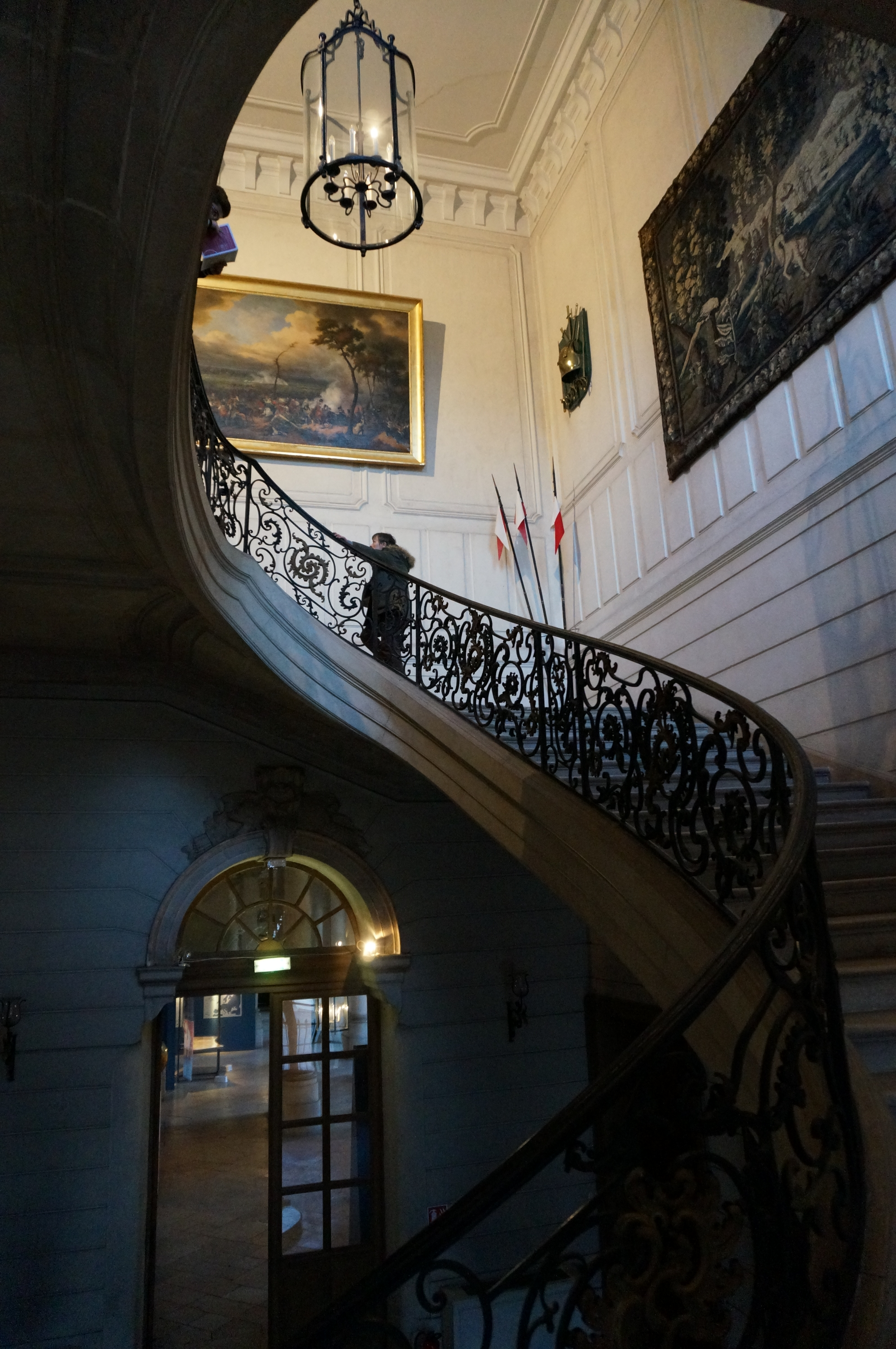
Escalier d'honneur.
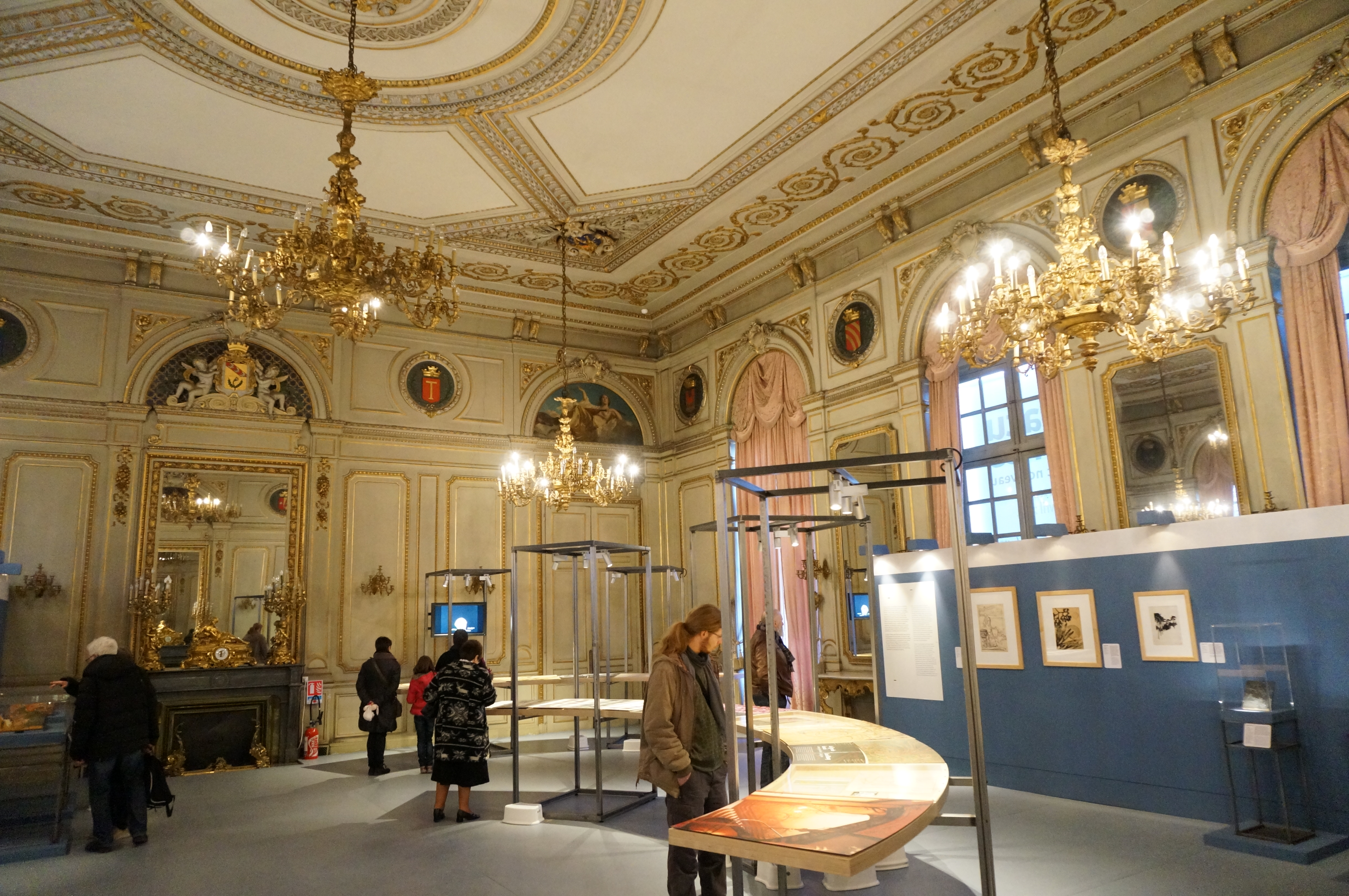
Salon des peintures, premier étage.
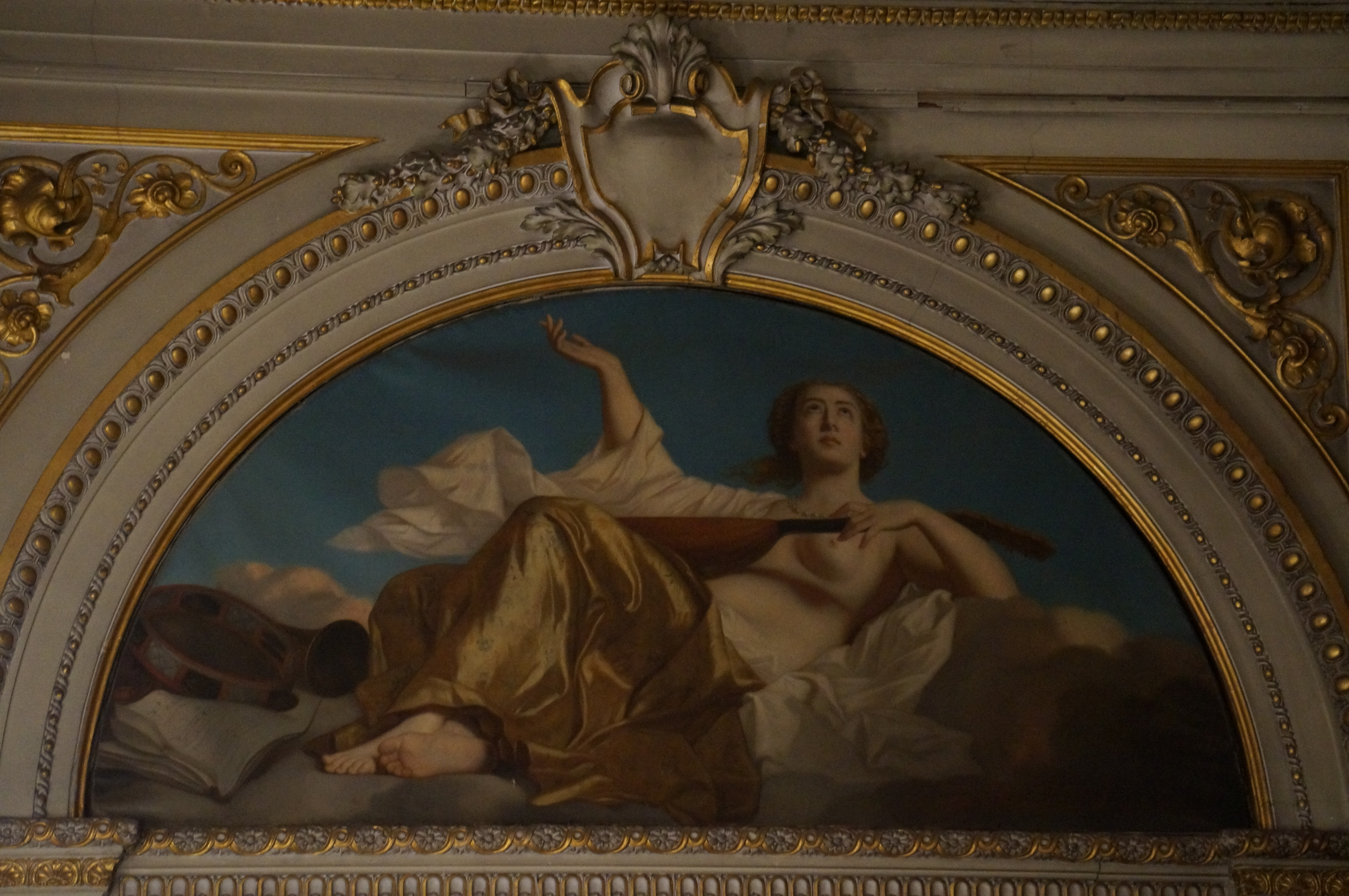
La musique, salon des peintures.
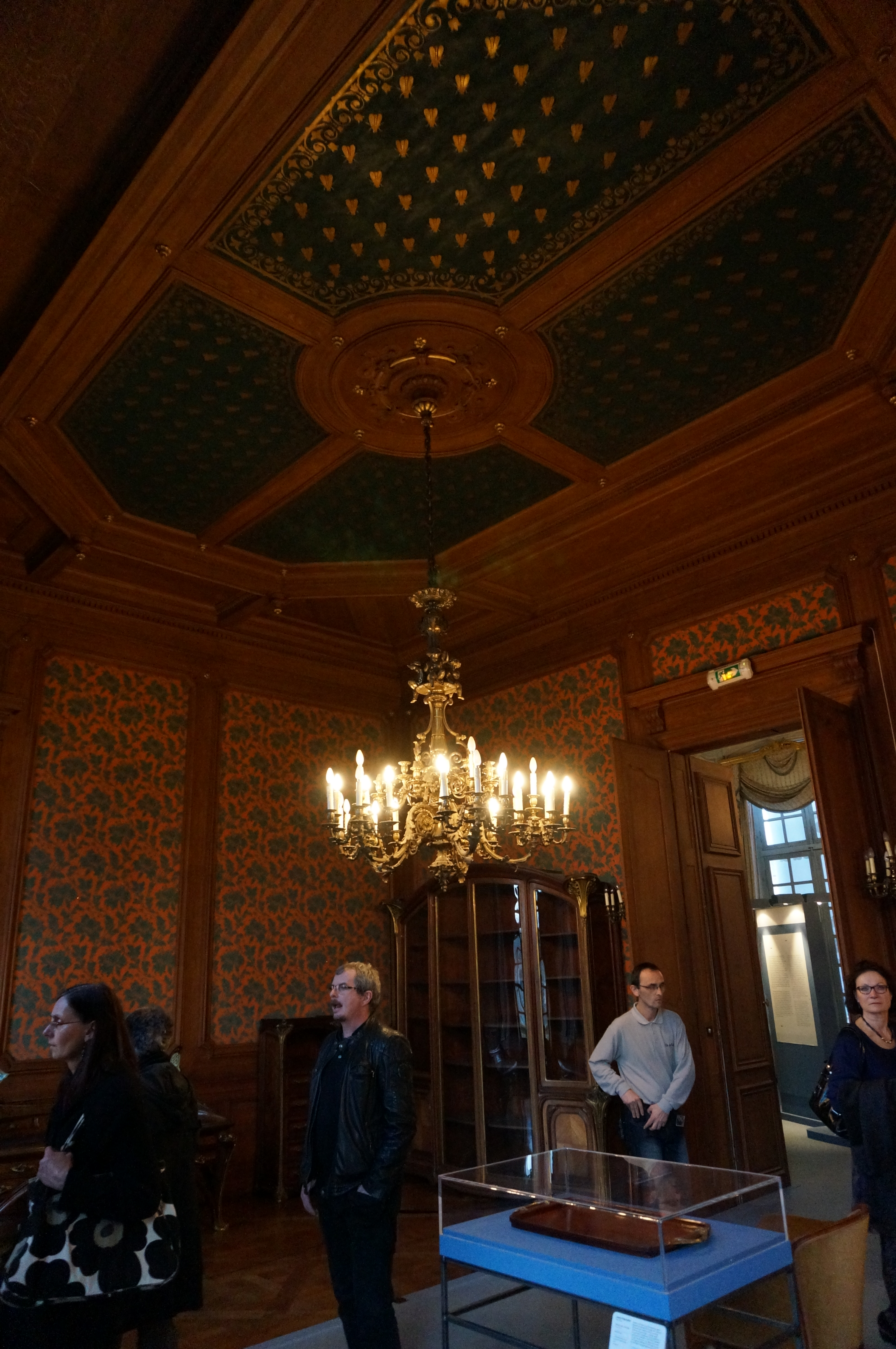
Salon de premier étage dans le style Napoléon.
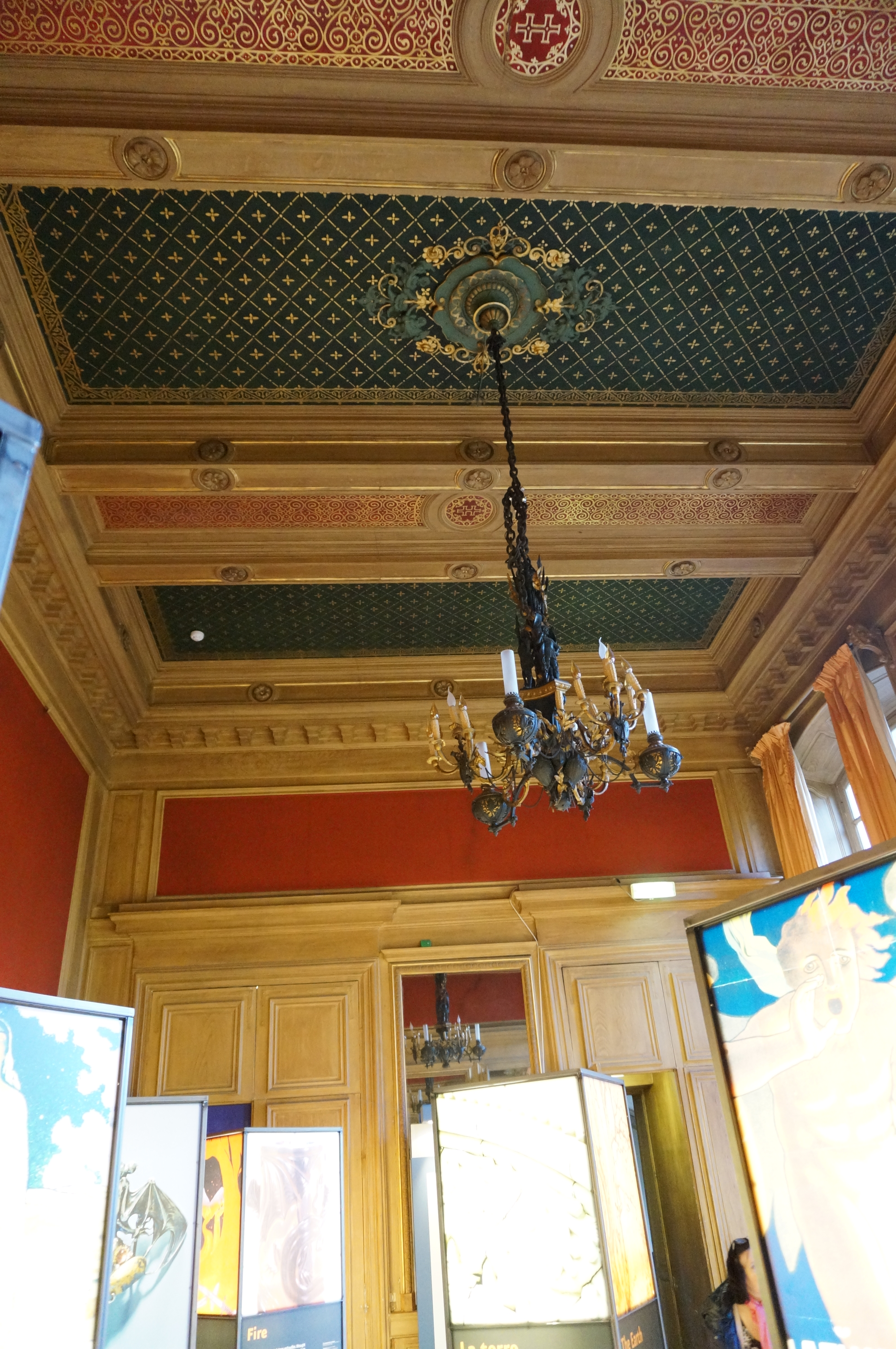
Autre salon du premier étage.

## Architecture et jardin
En hémicycle, pourvu d'une balustrade, il ferme la place de la Carrière ; il marque aussi la limite ouest du parc de la Pépinière.
Il possède son propre jardin de 8 800 m2, dans lequel se trouvent des plantations d'érables et deux platanes monumentaux (42 m de haut et 6,70 m de circonférence) labellisés arbres remarquables de France en 2013. Plantés sous Stanislas, ils sont aujourd'hui âgés de plus de 250 ans. Fermé à partir du 3 avril 2018 dans le cadre des travaux du Musée lorrain, le jardin est rouvert le 7 mai 2021 au public. Il est accessible depuis la rue Jacquot ou par le Parc de la Pépinière.

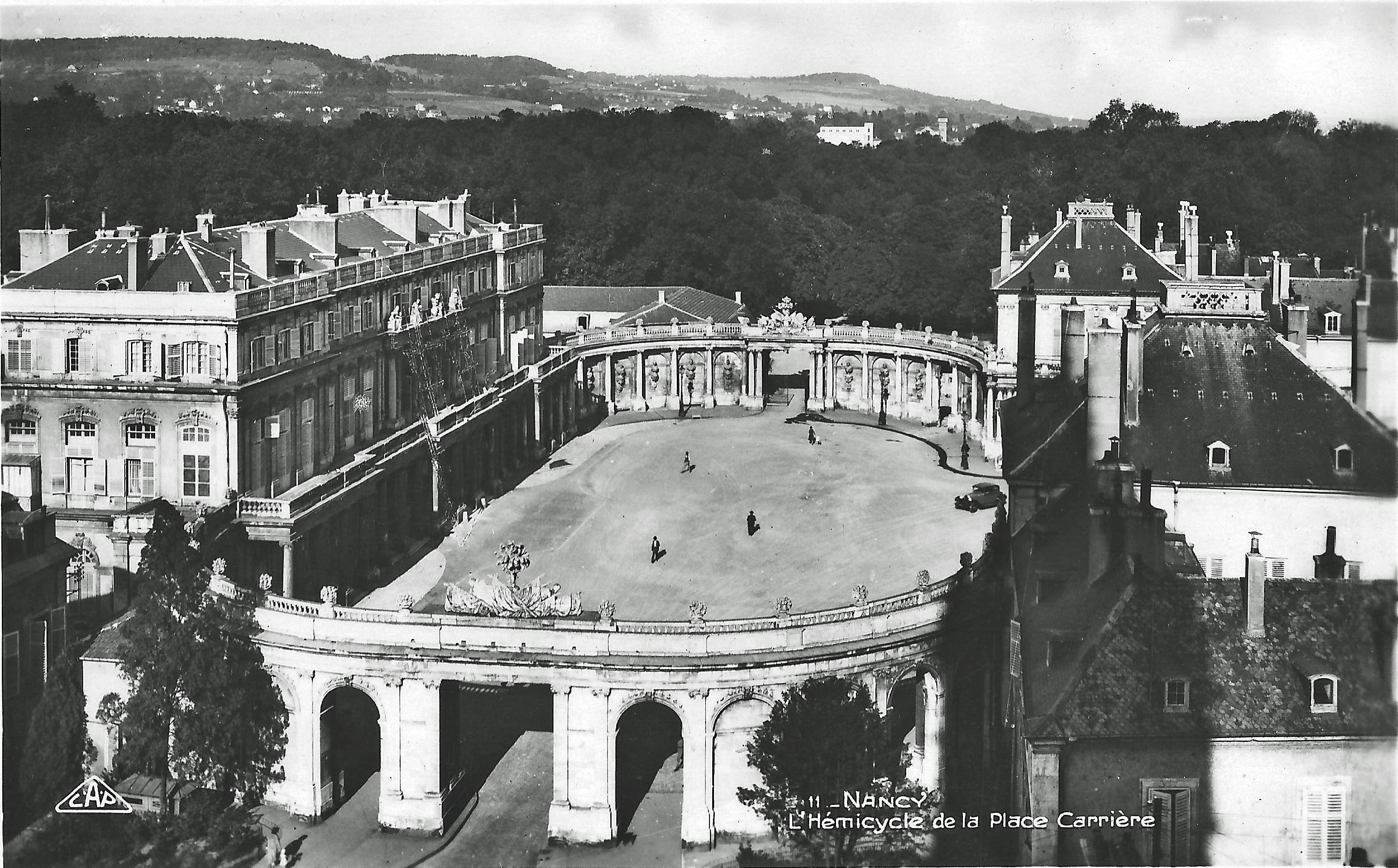
Vue d'ensemble du bâtiment et de la place de la Carrière, années 1920.
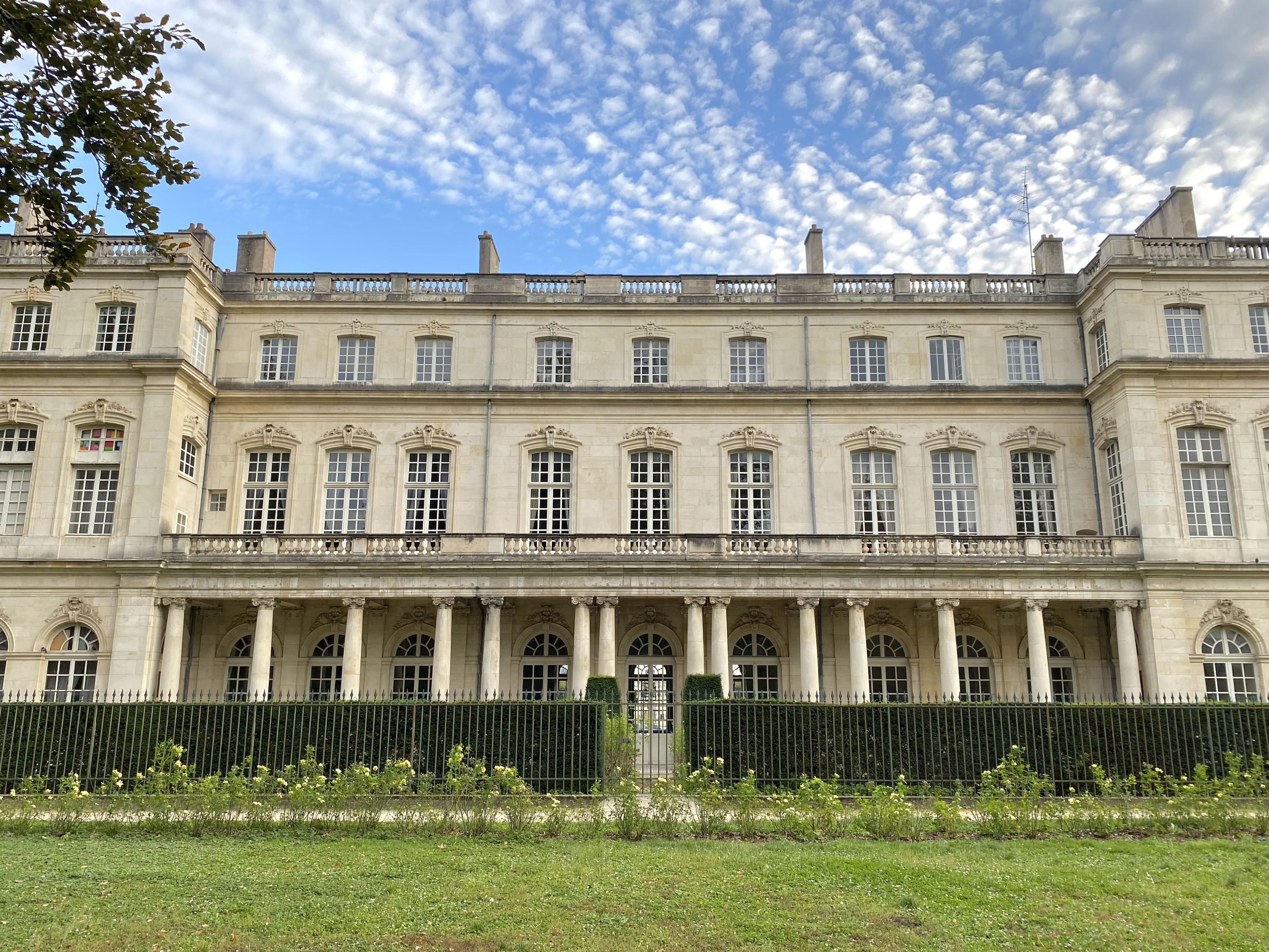
Façade côté jardin.
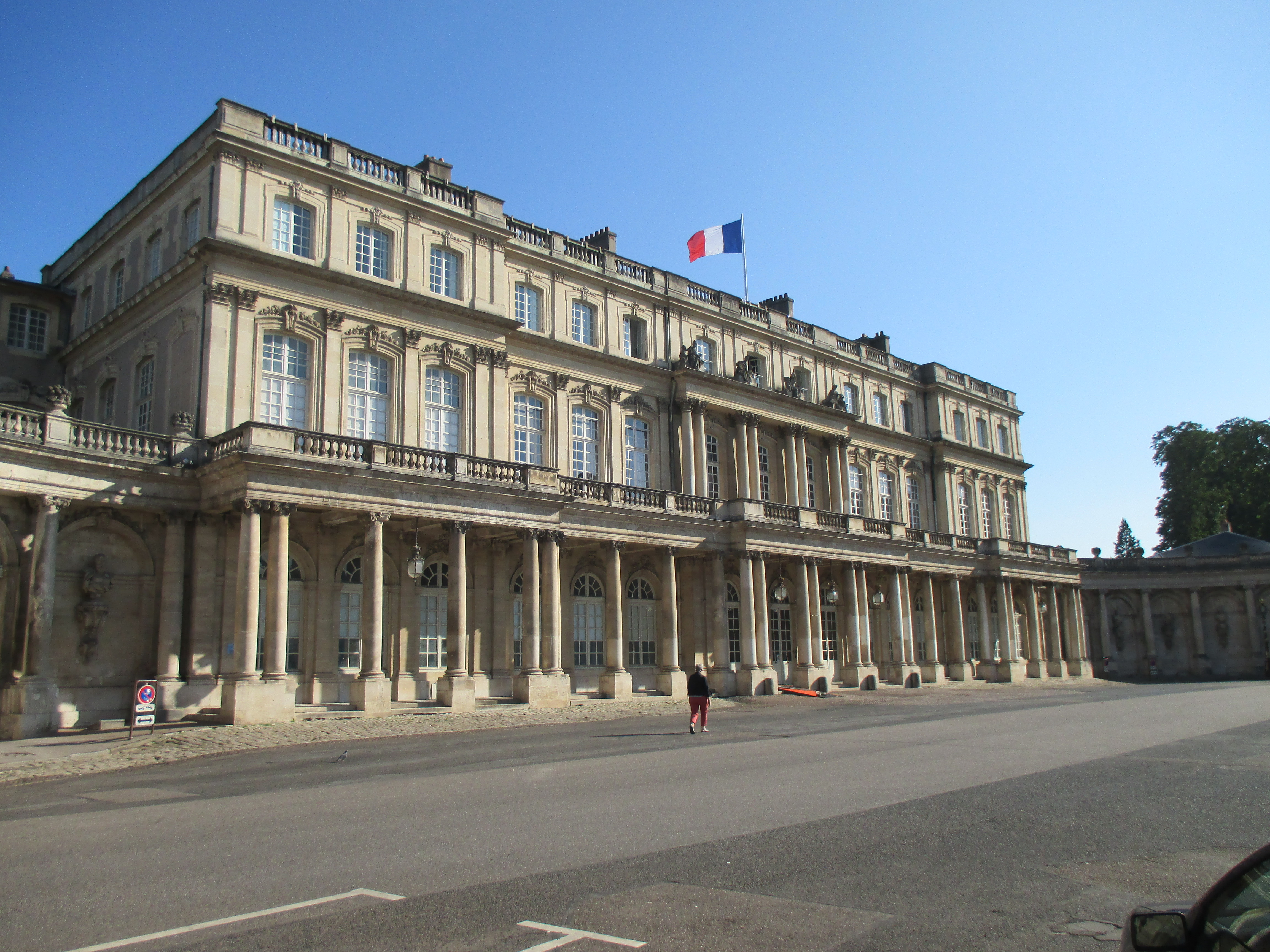
Façade vue depuis le coin nord-ouest de la place.
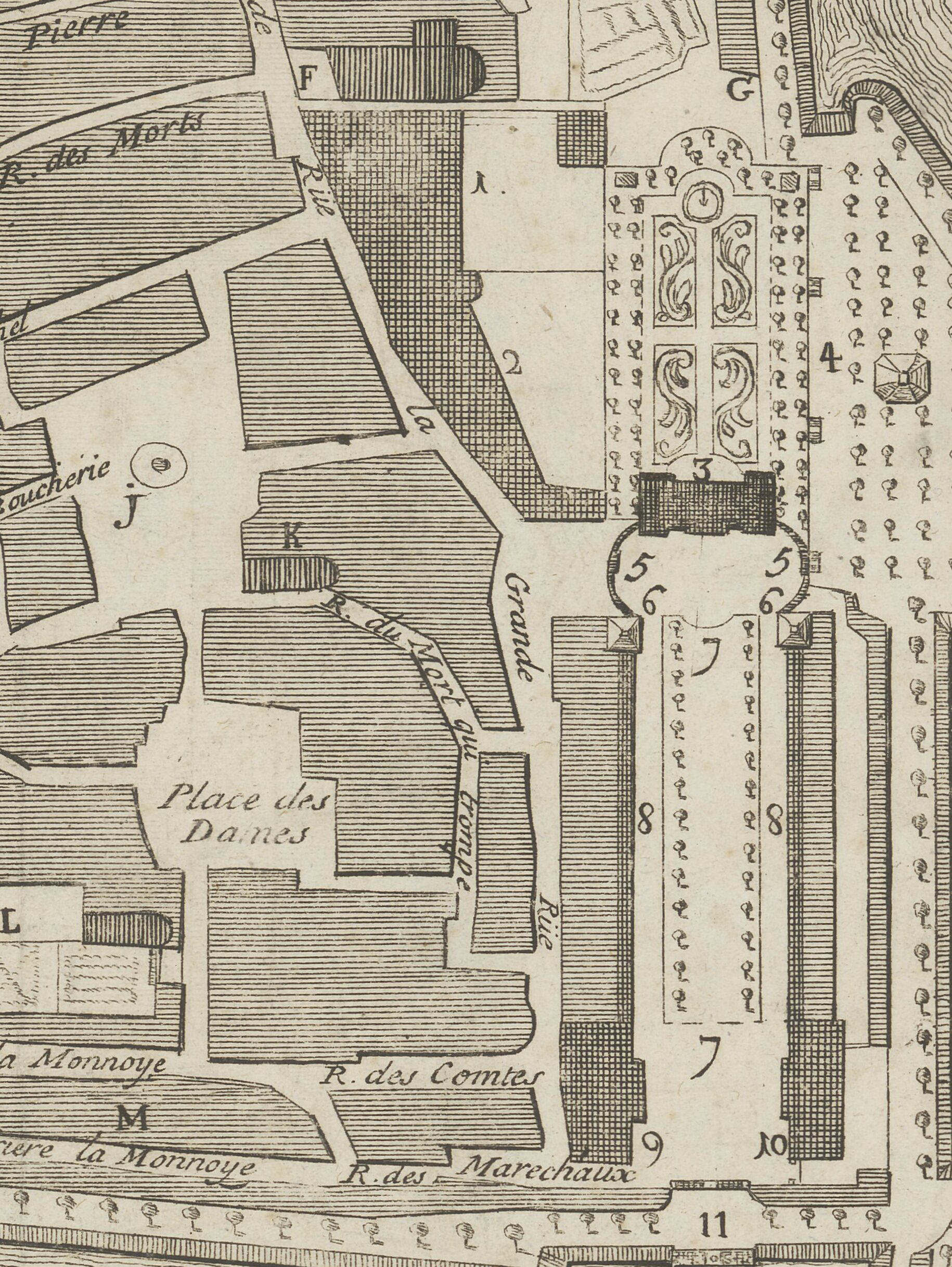
En 1761.

## Classement
Le palais du Gouverneur a été classé monument historique en 1923, puis classé en 2005 pour ce qui est du mobilier et de la face nord. Il a été classé en 1928 pour la façade sur la place du Général-de-Gaulle.
Depuis 1983, comme la place de la Carrière dont il ferme la perspective, le palais du Gouverneur fait partie du patrimoine mondial de l'UNESCO.